# Powiat Humenné
Powiat Humenné (słow. okres Humenné) – słowacka jednostka podziału administracyjnego znajdująca się w kraju preszowskim na obszarze historycznych regionów Szarysz i Ung. Zajmuje obszar 754 km². W 2011 roku powiat Humenné zamieszkiwało 64 446 obywateli. Średnia gęstość zaludnienia wynosiła wtedy 85 osób na km².

## Miejscowości
- Adidovce
- Baškovce
- Brekov
- Brestov
- Černina
- Dedačov
- Gruzovce
- Hankovce
- Hažín nad Cirochou
- Hrabovec nad Laborcom
- Hrubov
- Hudcovce
- Humenné siedziba władz powiatowych
- Chlmec
- Jabloň
- Jankovce
- Jasenov
- Kamenica nad Cirochou
- Kamienka
- Karná
- Kochanovce
- Košarovce
- Koškovce
- Lieskovec
- Lukačovce
- Ľubiša
- Maškovce
- Modra nad Cirochou
- Myslina
- Nechválova Polianka
- Nižná Jablonka
- Nižná Sitnica
- Nižné Ladičkovce
- Ohradzany
- Pakostov
- Papín
- Porúbka
- Prituľany
- Ptičie
- Rohožník
- Rokytov pri Humennom
- Rovné
- Ruská Kajňa
- Ruská Poruba
- Slovenská Volová
- Slovenské Krivé
- Sopkovce
- Topoľovka
- Turcovce
- Udavské
- Valaškovce
- Veľopolie
- Víťazovce
- Vyšná Jablonka
- Vyšná Sitnica
- Vyšné Ladičkovce
- Vyšný Hrušov
- Závada
- Závadka
- Zbudské Dlhé
- Zubné